# Ophiozonella granulifera
Ophiozonella granulifera är en ormstjärneart som beskrevs av Hubert Lyman Clark 1941. Ophiozonella granulifera ingår i släktet Ophiozonella och familjen Ophiolepididae. Inga underarter finns listade i Catalogue of Life.